# Pierre Radvanyi
Pierre Radványi (29. dubna 1926, Berlín – 6. prosince 2021, Paříž) byl francouzský jaderný fyzik německého původu. Jeho matka byla německá spisovatelka Anna Seghersová.

## Životopis
Se svou židovskou rodinou musel v roce 1933 emigrovat do Francie a v roce 1941 do Mexika. Po válce se vrátil do Francie a studoval fyziku v Paříži. Od roku 1948 pracoval na Collège de France u Frédérica Joliot-Curie. V roce 1954 promoval a poté nastoupil do Centre national de la recherche scientifique. Publikoval řadu vědeckých prací.
V roce 2005 vydal svou první beletrii „Jenseits des Stroms. Erinnerungen an meine Mutter“. Pierre Radványi působil jako zastupující předseda nadace Anny Seghersové, která každoročně uděluje cenu Anny Seghersové.

## Dílo
- Jenseits des Stroms. Erinnerungen an meine Mutter. Aufbau Berlín 2005, ISBN 978-3-7466-2283-5.
- Die Curies: eine Dynastie von Nobelpreisträgern. Spektrum der Wissenschaft Weinheim 2003.
- spolu s Monique Bordry: La Radioactivité artificielle et son histoire. Seuil CNRS, Paříž 1984.